# Jan-Olof Borgén

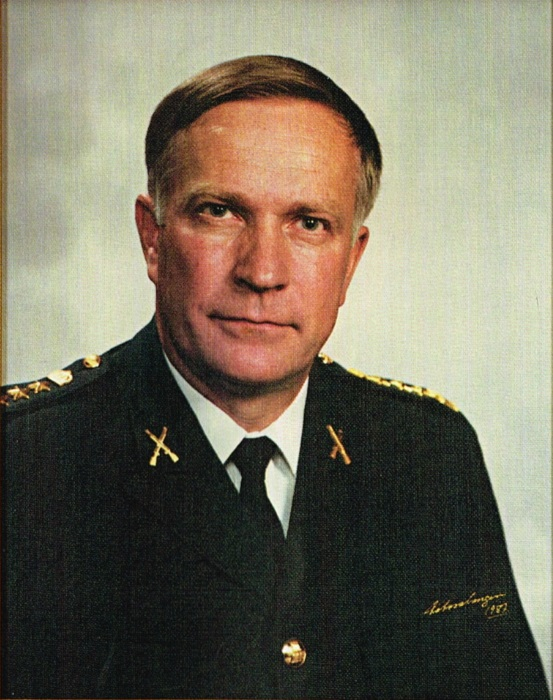
Oberst Jan-Olof Borgén (1987)

Jan-Olof Borgén (* 6. Dezember 1937 in Åsele, Västerbottens län) ist ein ehemaliger schwedischer Offizier und zuletzt Generalmajor des Heeres (Armén), der zuletzt von 1994 bis 1997 Chef der Heimwehr (Rikshemvärnschefen) war.

## Leben
Jan-Olof Borgén, Sohn des Freibauern Runo Borgén und Ingrid Olovsson, absolvierte nach dem Abitur (Studentexamen) eine Offiziersausbildung und wurde nach deren Abschluss 1962 als Leutnant (Fänrik) in das Heer der Streitkräfte (Försvarsmakten). Er war anschließend zwischen 1962 und 1968 Offizier im Infanterieregiment I 20 (Västerbottens regemente) und von 1968 bis 1971 Absolvent der Militärhochschule MHS (Militärhögskolan), woraufhin er zwischen 1972 und 1981 Verwendung im Heeresstab (Arméstaben) fand. Er wurde in dieser Zeit 1973 zum Major sowie 1978 zum Oberstleutnant (Överstelöjtnant) befördert. Er war im Anschluss von 1982 bis 1985 in der Verwaltung für Verteidigungsmaterial FMV (Försvarets materielverk) tätig, eine Verwaltungsbehörde, die dem Verteidigungsministerium (Försvarsdepartementet) unterstellt ist und die Aufgabe hat, im Auftrag der Streitkräfte Material und Versorgungsgüter zu beschaffen, zu erhalten, zu vernichten und zu entsorgen und in diesem Bereich die Streitkräfte bei Fragen der langfristigen Materialversorgung mit Planungs- und Materialsystemkenntnissen zu unterstützen. Während dieser Zeit war er 1983 Absolvent der Verteidigungshochschule FHS (Försvarshögskolan) und wurde 1983 zum Oberst (Överste) befördert. Nachdem er zwischen 1985 und 1987 Chef des Infanterieregiments I 17 (Bohusläns regemente) war, wurde er 1987 zum Oberst Ersten Grades (Överste av 1:a graden) ernannt und fungierte im Anschluss von 1987 bis 1992 als Chef des Infanterieregiments I 1 (Svea livgarde) und Befehlshaber des Verteidigungsbereichs Stockholm (Stockholms försvarsområde).
Borgén, der Mitglied der Königlichen Akademie der Militärwissenschaften KKrVA (Kungliga Krigsvetenskapsakademien) ist, besuchte 1993 das Royal College of Defence Studies (RCDS) in London. Daraufhin wurde er 1994 zum Generalmajor befördert und löste Generalmajor Reinhold Lahti als Chef der Heimwehr (Rikshemvärnschefen) ab. Er hatte dieses Kommando bis zu seinem Eintritt in den Ruhestand 1997 inne und wurde im Anschluss von Generalmajor Alf Sandqvist abgelöst. Als Nachfolger von Oberst Ersten Grades Johan Palmgren wurde er 1999 als Rikskårchefer Vorsitzender des Nationalen Verbandes des freiwilligen Krafttransportkorps FAK (Frivilliga automobilkårernas riksförbund) und hatte diese Funktion bis zu seiner Ablösung durch Henning Jansson 2001 inne.
Jan-Olof Borgén heiratete 1960 die Sachbearbeiterin Torborg Holmstedt (* 1938), Tochter von Helge Holmstedt und der Lehrerin Margareta Lundström.